# Igor Marenić
Igor Marenić (Mali Lošinj, Yugoslavia, 2 de enero de 1986) es un deportista croata que compite en vela en la clase 470. 
Participó en tres Juegos Olímpicos de Verano, obteniendo una medalla de oro en Río de Janeiro 2016, en la clase 470 (junto con Šime Fantela), el noveno lugar en Pekín 2008 y el sexto en Londres 2012, ambas en misma clase.
Ganó siete medallas en el Campeonato Mundial de 470 entre los años 2009 y 2016, y seis medallas en el Campeonato Europeo de 470 entre los años 2009 y 2016.

## Palmarés internacional
| \| Juegos Olímpicos \| Juegos Olímpicos \| Juegos Olímpicos \| Juegos Olímpicos \| \| Año \| Lugar \| Medalla \| Clase \| \| ------------------ \| -------------------------- \| ----------------- \| ---------------- \| \| 2016 \| Río de Janeiro (Brasil) \| Medalla de oro \| 470 \| \| Campeonato Mundial \| \| \| \| \| Año \| Lugar \| Medalla \| Clase \| \| 2009 \| Rungsted (Dinamarca) \| Medalla de oro \| 470 \| \| 2010 \| La Haya (Países Bajos) \| Medalla de bronce \| 470 \| \| 2011 \| Perth (Australia) \| Medalla de bronce \| 470 \| \| 2012 \| Barcelona (España) \| Medalla de bronce \| 470 \| \| 2014 \| Santander (España) \| Medalla de plata \| 470 \| \| 2015 \| Haifa (Israel) \| Medalla de plata \| 470 \| \| 2016 \| San Isidro (Argentina) \| Medalla de oro \| 470 \| \| Campeonato Europeo \| \| \| \| \| Año \| Lugar \| Medalla \| Clase \| \| 2009 \| Traunsee (Austria) \| Medalla de oro \| 470 \| \| 2011 \| Helsinki (Finlandia) \| Medalla de oro \| 470 \| \| 2012 \| Largs (Reino Unido) \| Medalla de oro \| 470 \| \| 2013 \| Formia (Italia) \| Medalla de bronce \| 470 \| \| 2014 \| Atenas (Grecia) \| Medalla de bronce \| 470 \| \| 2016 \| Palma de Mallorca (España) \| Medalla de plata \| 470 \| |                            |                   |       |
| Juegos Olímpicos |                            |                   |       |
| Año | Lugar                      | Medalla           | Clase |
| 2016 | Río de Janeiro (Brasil)    | Medalla de oro    | 470   |
| Campeonato Mundial |                            |                   |       |
| Año | Lugar                      | Medalla           | Clase |
| 2009 | Rungsted (Dinamarca)       | Medalla de oro    | 470   |
| 2010 | La Haya (Países Bajos)     | Medalla de bronce | 470   |
| 2011 | Perth (Australia)          | Medalla de bronce | 470   |
| 2012 | Barcelona (España)         | Medalla de bronce | 470   |
| 2014 | Santander (España)         | Medalla de plata  | 470   |
| 2015 | Haifa (Israel)             | Medalla de plata  | 470   |
| 2016 | San Isidro (Argentina)     | Medalla de oro    | 470   |
| Campeonato Europeo |                            |                   |       |
| Año | Lugar                      | Medalla           | Clase |
| 2009 | Traunsee (Austria)         | Medalla de oro    | 470   |
| 2011 | Helsinki (Finlandia)       | Medalla de oro    | 470   |
| 2012 | Largs (Reino Unido)        | Medalla de oro    | 470   |
| 2013 | Formia (Italia)            | Medalla de bronce | 470   |
| 2014 | Atenas (Grecia)            | Medalla de bronce | 470   |
| 2016 | Palma de Mallorca (España) | Medalla de plata  | 470   |